# Indischer Wassernabel
Der Indische Wassernabel (Centella asiatica) auch Asiatischer Wassernabel, Tigergras oder Gotu Kola ist eine Pflanzenart in der Gattung Centella in der Familie der Doldenblütler (Apiaceae). Die Art findet in der traditionellen chinesischen Medizin Verwendung und wird in letzter Zeit auch in Europa häufiger angeboten.

## Beschreibung
Der Indische Wassernabel ist eine ausdauernde, krautige Pflanze. Die Sprossachse ist kriechend, aus den Nodien wachsen häufig neue Wurzeln aus. Die Stängel sind kahl oder fein behaart.
Die Laubblätter sind 0,5 bis 10 (in Extremfällen bis 30) Zentimeter lang gestielt. Die grob gekerbten bis gezähnten Spreiten sind einfach und mehr oder weniger herz-, nierenförmig sowie im Umriss halbkreis- bis kreisförmig. Sie sind zwischen 1–4,5 cm lang und 1,5–5 cm breit. Die Blattunterseite ist an den Blattadern mit kleinen Haargruppen besetzt, die Oberseite ist kahl. Die Blattränder sind wellig. Die Nervatur ist handförmig mit fünf bis sieben deutlichen Hauptadern.

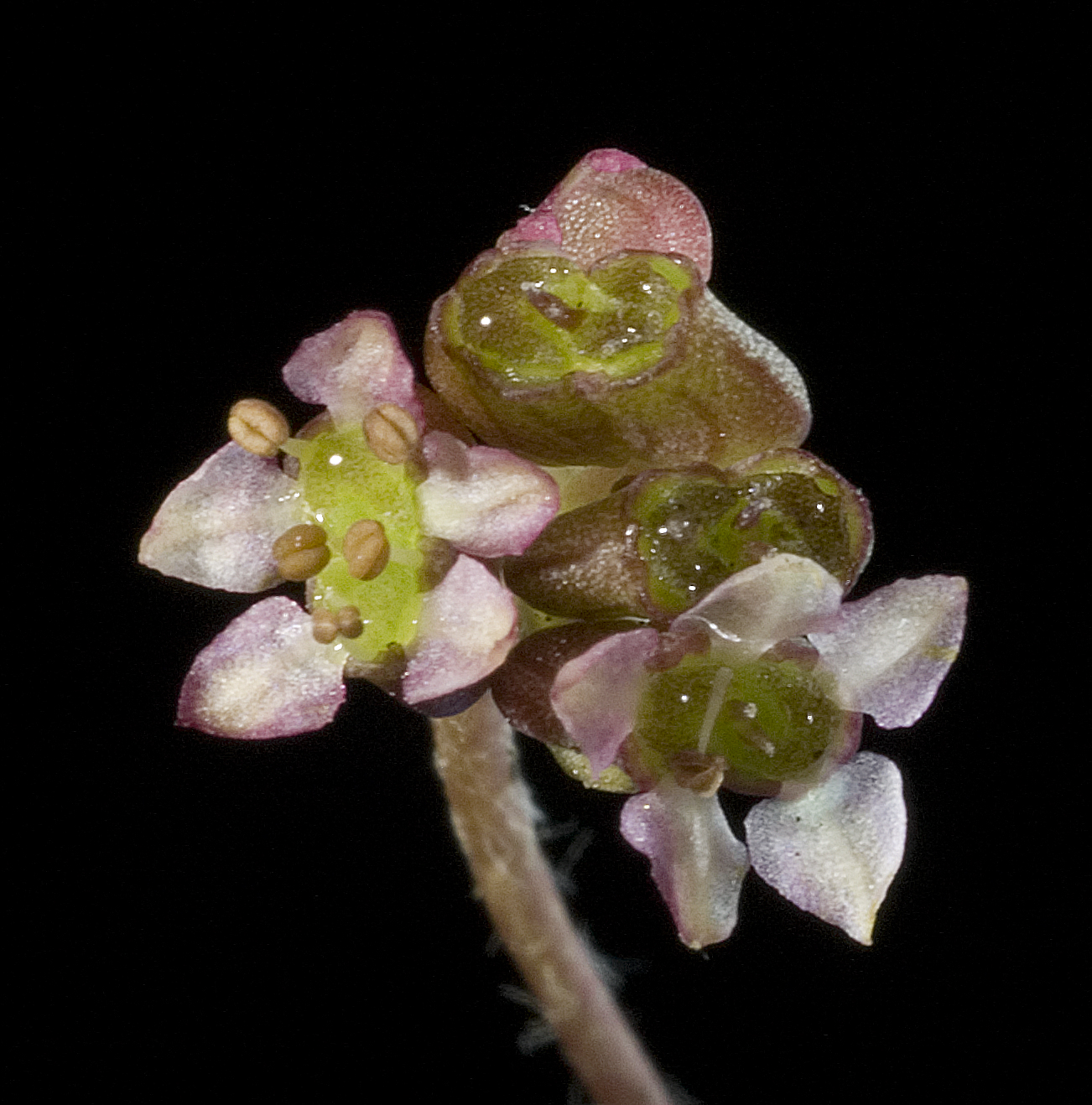
Blütenstand

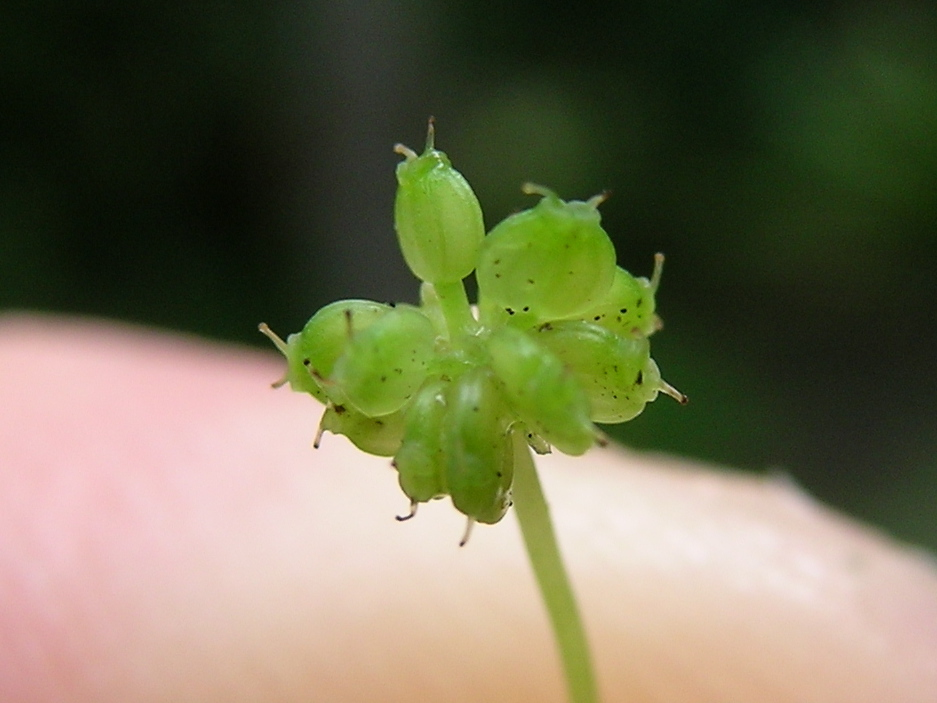
Junger Blütenstand

Die achselständigen Blütenstände sitzen die Blüten jeweils bis zu viert in Dolden, die bis zu sechst erscheinen, mit 0,2–1,5 cm langen, mit pelzigen oder kahlen Blütenstandsschäften. Jeweils sind zwei (selten drei) beständige Tragblätter vorhanden. Sie sind eiförmig und zwischen 3–4 mm lang sowie 2,1–3 mm breit.
Die zwittrigen Blüten sind fünfzählig, sitzend oder fast sitzend mit einfacher Blütenhülle. Die kleinen Kronblätter sind weiß oder rosa bis rötlich meliert. Kelchzähne fehlen. Es sind kurze Staubblätter ausgebildet. Der zweikammerige Fruchtknoten ist unterständig im behaarten, bräunlichen Blütenbecher. Die zwei Griffel mit fleischigem Stylopodium sind kurz.
Die Früchte sind zweiteilige, seitlich zusammengedrückte Spaltfrüchte mit einsamigen Merikarpien. Sie werden etwa 3 mm lang und bis 3,6 mm breit. Die Primärrippen auf der Frucht sind sehr deutlich, die sekundären Rippen bilden eine Netzstruktur. Die Blüten- und Fruchtzeit reicht von April bis Oktober.
Die Chromosomenzahl beträgt 2n = 18, seltener 36 oder 54.
Die Art ist Dichondra micrantha Urban aus der Familie der Convolvulaceae relativ ähnlich und wird gelegentlich mit dieser Art verwechselt.

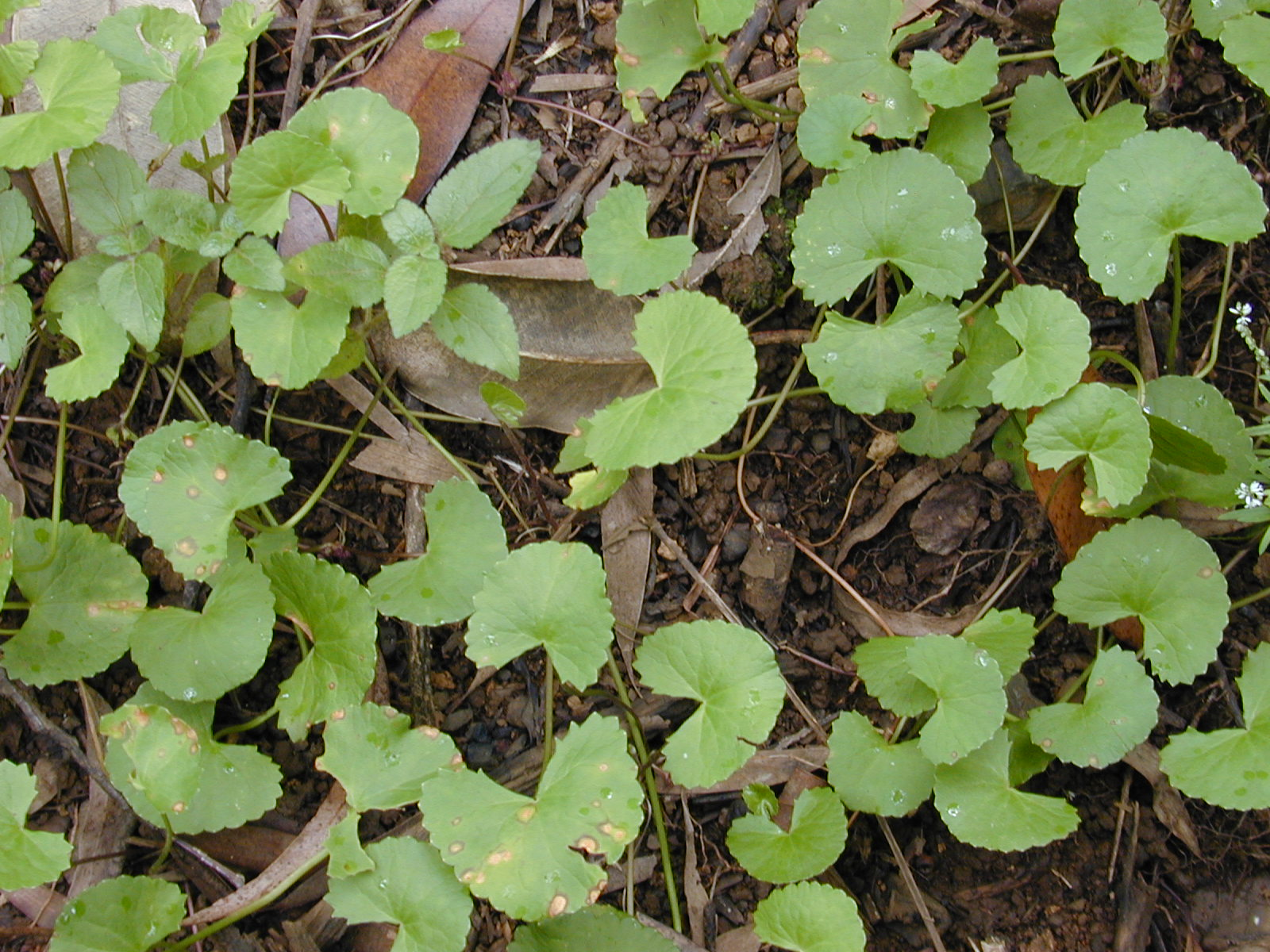
Indischer Wassernabel (Centella asiatica)

## Verbreitung
Der Indische Wassernabel ist weltweit in den Tropen und Subtropen verbreitet. Sein ursprüngliches Verbreitungsgebiet umfasst das tropische und das südliche Afrika, das tropische Asien, China, Korea, Japan, Taiwan, Australien, Südamerika und Inseln im nordwestlichen Pazifik. Er ist ein Neophyt im Kaukasusgebiet, in Madagaskar und auf den Seychellen, in Französisch-Polynesien, Hawaii und auf den Galapagosinseln.
Die Art bevorzugt feuchte bis sumpfige, humushaltige und nährstoffreiche Standorte in Höhenlagen zwischen 200 und 1900 Meter. Oft ist sie an Flussufern oder in Reisfeldern zu finden.

## Inhaltsstoffe
Die Pflanze enthält überwiegend pentacyclische Triterpensaponine wie Asiaticosid, Madecassosid und Asiatsäure, Madecasssäure, Madasiatsäure sowie freie Triterpene, Flavonolglykoside und das Alkaloid Hydrocotylin. Des Weiteren kann aus dem Kraut ein ätherisches Öl gewonnen werden, das Caryophyllen, Cymen, Germacren und Pinen enthält. Eine Überdosierung kann zu Kopfschmerzen oder in schweren Fällen zur Bewusstlosigkeit führen.

## Nutzen
Der Indische Wassernabel findet in der traditionellen chinesischen Medizin und in der ayurvedischen Medizin in Indien Verwendung. Er wird dort zur Wundheilung, bei psychischen Störungen und bei Arteriosklerose eingesetzt. Daneben soll er antibiotisch, antimykotisch und zytostatisch wirken.
Seit etwa 2000 werden Pflanzenteile vermehrt in Europa und Nordamerika durch die Wellness- und Kosmetikindustrie genutzt. Dort sollen Extrakte des Krauts angeblich erfolgreich zur Hautstraffung sowie zur Hautverjüngung eingesetzt worden sein. Unter anderem forscht die französische Bayer-Tochter SERDEX an der hautpflegenden Wirkung der Substanz. Insbesondere eine definierte Kombination der isolierten Wirkstoffe Asiatinsäure, Madecassinsäure und Asiaticosid wird zudem nachweislich erfolgreich zur Reduzierung von Schwangerschaftsstreifen bzw. Dehnungsstreifen verwendet.
In einer Studie aus dem Jahr 2019 konnte gezeigt werden, dass ein Extrakt aus Centella asiatica die Telomeraseproduktion von Zellen in Zellkulturen um den Faktor 8,8 erhöht. Damit könnte Centella asiatica in Zukunft eine Rolle in der Bekämpfung der Hautalterung spielen.